# Rari Nantes Napoli
El Rari Nantes Napoli es un club italiano de waterpolo. Tiene su sede en Nápoles.

## Historia
Se fundó el 15 de febrero de 1905 en Nápoles.
Entre los deportistas que militaron en sus filas Cesare Rubini y Carlo Pedersoli, entre otros.

## Palmarés
- 5 veces campeón del campeonato de Italia de waterpolo masculino (1939, 1941, 1942, 1949 y 1950)